# Гірнича промисловість Намібії
Гірничодобувна промисловість Намібії.

## Загальна характеристика
Видобуток корисних копалин є основою економіки країни. Частка гірничодоб. пром. у ВВП країни 21,6 % (1990), значні податкові надходження і три чверті експортних надходжень. Добувають: мідну, олов'яну, цинкову, свинцеву та ін. руди, кадмій, уран, берил, ювелірні алмази (Табл. 1).
У 1990 рр. в гірничодобувній промисловості Намібії домінували три міжнародні корпорації: «Консолідейтед дайамонд майнс» (КДМ), що повністю належить південноафриканській «Де Бірс», яка контролює світову торгівлю алмазами, британська «Ріо-Тінто зінк», що володіє компанією «Россінґ юрейніум лімітед», і південноафриканська «Ґолд філдс Саут Африка», яка контролює корпорацію «Цумеб лімітед» (видобуток основних металів). Наприкінці 1990-х років уряд Намібії вступив в переговори про спільне володіння корпорацією «Россінґ» і про створення з «Де Бірс» спільного підприємства по видобутку алмазів під назвою «Намдеб». «Цумеб лімітед» оголосила про своє банкрутство. Новим імпульсом для алмазодобувної промисловості стало виявлення родовищ алмазів на дні океану. Підвищення попиту і світових цін на уран сприятливо відбилися на його видобутку в Намібії. Хороші перспективи гірничодобувної галузі, розвиток промислових зон, в яких виробляється експортна продукція, і відкриття родовища природного газу на шельфі поблизу Волфіш-Бея дозволяє з оптимізмом дивитися на майбутнє намібійської економіки.
| Мінерали                        | 2000    | 2001    |
| ------------------------------- | ------- | ------- |
| В натуральних одиницях          |         |         |
| Алмази (тис. карат)             | 1552    | 1495    |
| - в т.ч. на морських територіях | 900     | 753     |
| Оксид урану                     | 3201    | 2640    |
| Золото, кг                      | 2417    | 2851    |
| Срібло                          | 9       | 18      |
| Мідь (99% Cu)                   | 5082    | 27 015  |
| Свинець (концентрат, 30% Pb)    | 20 665  | 26 182  |
| - в металі                      | 11 114  | 13 025  |
| Цинк (концентрат, 52% Zn)       | 73 535  | 70 610  |
| - в металі                      | 39 126  | 31 803  |
| Пірит (концентрат, 50% S)       | 11 967  | 56 994  |
| Триоксид арсену (75% As)        | 0       | 914     |
| Флюорит (концентрат, 97%)       | 6128    | 81 245  |
| Сіль                            | 514 077 | 558 441 |
| - в т.ч. кам'яна                | 4 585   | 6 400   |
| - рафінована                    | 4 347   | 11 250  |
| В млн. N$                       |         |         |
| Алмази                          | 4245    | 4507    |
| Золото                          | 160     | 208     |
| Срібло                          | 5       | 12      |
| Мідь                            | 22      | 120     |
| Цинк                            | 117     | 135     |
| Уран та інші                    | 983     | 1185    |
| Загалом                         | 5533    | 6180    |
| Вартість, млн. US $             | 797     | 718     |

## Окремі галузі
Алмазодобувна промисловість. Намібія — один з головних світових виробників якісних і дорогих алмазів (табл. 3). До початку 1990-х років майже всі алмази Намібії добувалися з відкладів надводних морських терас і пляжів в 300-км прибережній смузі пустелі Наміб на півночі від гирла р. Оранжевої (аналогічні розробки велися на суміжних територіях ПАР). Алмазні копальні Оріндж-Маута на півночі від гирла р. Оранжевої — найбільші у світі. Загальні запаси алмазів тут за деякими даними перевищують 35 млн каратів, з них 98 % високоякісні ювелірні. У 1997 було видобуто 1,3 млн карат алмазів, що становило 11,4 % ВВП. Намібія давала приблизно шосту частину світового видобутку. З початку видобутку алмазів в цих районах (1908 р) було видобуто бл. 70 млн кар.
З 1990-х років на Атлантичному узбережжі Намібії активно розвивається видобуток з глибоководних морських розсипів, область поширення яких обіймає практично весь континентальний шельф країни. За 10 років частка глибоководного видобутку в загальному видобутку алмазів Намібії збільшилася від перших процентів до понад 50 %. Область поширення цих розсипів має величезні розміри, простягаючись вздовж берегової смуги Намібії (практично на весь континентальний шельф). Велика частина видобутку припадає на ділянку узбережжя, розташовану безпосередньо на півночі від гирла р. Оранжевої, що відома як «Sperrgebiet» (Заборонна територія).
Загальний видобуток алмазів у 1998 р становив 1,44 млн карат (+2 % до 1997), в тому числі з морських донних розсипів 734 тис. карат з розрахунковим збільшенням до 1 млн карат в 2001 р. Ресурси алмазів на шельфі Намібії оцінюються в 1500 млн карат. Компанія Namdeb знизила видобуток на 6 %, до 1,28 млн карат в зв'язку з несприятливими умовами ринку, в тому числі на континенті на 11 %, до 705,5 тис. карат. Запаси алмазів, що контролюються компанією на континенті, достатні для продовження видобутку протягом 10 років, але зі зниженням після 2003 р. Глибоководний видобуток алмазів, здійснюваний підрядною компанією Debmarine, збільшився на 3 %, до 497,1 тис. карат. Компанія Namco почала промисловий видобуток алмазів на структурі 019 ліцензійної площі Людеріц-Бей в квітні 1998 р. з вилученням до кінця року 98,9 тис. карат алмазів. У 1999 р. видобуток склав бл. 200 тис. карат. З початку 2000 р. вводиться в експлуатацію другий донний видобувний комбайн NamSSol 2 продуктивністю 185 тис. карат/рік. Ресурси алмазів по структурі 019 і суміжній 020 на кінець 1998 р. оцінювалися в 1,16 млн карат, в тому числі запаси 836 тис. карат при бортовому вмісті 0,1 карат/м{3}. Морський видобуток алмазів компанією Ocean Diamond Mining в 1998 р. становив 59,7 тис. карат із збільшенням, що планується після 2000 р. до 100 тис. карат/рік.[Mining J. — 1999. — Annual Rev. — Р. 62-64].
| Продуцент                                             | 2000 | 2001 | 2001 до 2000, % |
| ----------------------------------------------------- | ---- | ---- | --------------- |
| Namdeb Diamond Corp.                                  | 1320 | 1385 | 4,9             |
| - в т.ч. Область № 1, Елізабет Бей та річка Оранжева; | 653  | 743  | 13,8            |
| - на глибоководному шельфі (видобуток DBMN);          | 576  | 543  | -5,7            |
| - пляжні і морські підрядчики                         | 91   | 99   | 8,8             |
| Інші офшорні продуценти                               | 232  | 111  | -52,2           |
| РАЗОМ                                                 | 1553 | 1495 | -3,7            |

На початку XXI ст. роботи з розвитку методів підводного видобутку здійснюються в основному п'ятьма компаніями: De Beers Marine (Debmar), Namibian Minerals Corp. (Namco) і Ocean Diamond Mining (ODM); недавно до їх числа увійшли також Diamond Fields International Ltd. (DFI) і Trans Hex. У 2002 р. компанія Diamond Fields International (DFI) повідомила, що видобула понад 4800 кар. алмазів на своїй підводній концесійній площі Людеріц (Luderitz) біля узбережжя Намібії; 95 % каменів мають ювелірну якість [Rapaport TradeWire, 2003]. Також канадська компанія Afri-Can Marine Minerals Corp. оголосила про виявлення 84 ювелірних алмазів загальною вагою 11.4 кар., а також відкриття нової алмазоносної ділянки в межах своєї морської концесії Block J біля узбережжя Намібії, площа якого становить 365 тис. кв.м. Найбільший камінь важить 0.49 кар. [Rapaport TradeWire]. Разом з тим, компанія Namibian Minerals Corporation (Namco) у 2002 р. припинила свої операції в Намібії і ПАР після невдачі з отриманням додаткового фінансування від підтримуючих її міжнародних спонсорів. Реальним є і банкрутство компанії. Namco заявила, що подальше проведення пошукових робіт і видобуток алмазів неможливі без додаткового фінансування [Rapaport TradeWire].
При розробці наземних намібійських розсипів головною технічною проблемою на межі ХХ-XXI ст. стає переміщення великих обсягів пустої породи. Так, в 1996 р. загальний обсяг розкривних робіт компанії Namdeb (спільне підприємство De Beers і уряду Намібії) склав близько 33 млн т. При цьому застосовують високопродуктивні роторні екскаватори, а пусту породу використовують для спорудження захисних гребель. При цьому великі труднощі виникають в зв'язку з інтенсивними водопритоками в кар'єрах, розташованих на 15-20 (30) м нижче за рівень води в океані.
У 2002 р відкрито новий рудник Daberas, два рудники розташовані вздовж річки Оранжевої плануються до відкриття у 2004 р (Namdeb, Obib), рудник Sendelingsdrif — в 2009.
Разом з тим Намібія віднесена до категорії «сенситивних» щодо експорту алмазів, тобто країн до яких потрібна підвищена увага. Країнам-імпортерам рекомендовано ретельно перевіряти експортні документи на алмази з цих країн і у разі виникнення сумнівів в походженні алмазів затримувати їх для перевірки.
Уранодобувний сектор. Другим центром гірничодобувної промисловості країни є високомеханізований видобуток уранової руди невисокої якості на родовищі Россінґ, що на північ від Свакопмунда. Після закінчення холодної війни на світовому ринку скупчилися значні запаси урану, що привело до падіння цін на цю стратегічну сировину. Видобуток урану в Намібії знизився більш ніж наполовину, але наприкінці 1990-х років намітилося деяке пожвавлення його виробництва.
Наприкінці ХХ — на початку XXI ст. уранодобувна промисловість активно розвивається. Видобуток урану здійснюється на відкритому руднику Россінґ (Rossing) — 2 640 т в 2001 (3 201 т в 2000; -18 %). Виробництво урану в Намібії у 2002 р. становило 2335 т [World Nuclear Association]. Основний продуцент урану — компанія Rossing Uranium Ltd, в якій участь Rio Tinto plc становить 69 %.
Австралійська компанія Acclaim Uranium будує нове уранове гірничохімічне підприємство Langer Heinrich. Передбачувана продуктивність підприємства по видобутку і переробці руди 850 тис. т/рік з виробництвом 1100 т U[3]О[8] на початковому етапі експлуатації при плановому терміні роботи 10 років. Ресурси базового родовища оцінюються в 22 тис. т U[3]О[8] при середньому вмісті в руді 0,4 кг/т, в тому числі збагачене ураном ядро із запасами U[3]О[8] 3500 т із середнім вмістом 2,0 кг/т.
Золото. За 1997 р загальний видобуток Au становив 2433 кг, за 1998 р — 1882, в тому числі на золотодобувному підприємстві Навахаб (Navachab), що біля Карібіб (Karibib) — 1855 кг. Запаси руди в гірському відведенні підприємства виснажуються до 2003 р. з можливістю прирізки суміжних ділянок до поля кар'єру. У 2001 основний видобуток золота здійснено на тому ж руднику Навахаб (Navachab) — 2694 кг (2399 кг в 2000). Рудником володіє компанія Anglogold Namibia.
Інші металічні корисні копалини. Виробництво Cu, Pb і металів, що добуваються попутно, в 1998 р. скоротилося в зв'язку з тимчасовою ліквідацією компанії Tsumeb і зупинкою з квітня трьох гірничозбагачувальних підприємств і металургійного заводу. Компанії ISCOR та PE Minerals продовжували експлуатацію гірничодобувного підприємства Рош Пінаг (Rosh Pinah) з виробництвом за 1998 р. в конц-тах 42,3 тис. т Zn, 13,3 тис. т Pb і 6 т Ag. Компанія Reunion Mining планувала в 2002 р. введення в експлуатацію гірничометалургійного підприємства Skorpion проектною продуктивністю по видобутку і переробці руди 1,5 млн т/рік з виробництвом в перші 7 років експлуатації 150 тис. т Zn на рік. Запаси руди в гірському відведенні підприємства оцінюються в 17,5 млн т з середнім вмістом Zn 10,4 % і ресурси 2,0 млн т зі середнім вмістом Zn 7,6 %.
На початку XXI ст. Намібія має один свинцево-цинковий рудник в Рош Пінаг на південному заході Алмазної Області No.1 (Diamond Area No.1). Очікується суттєве збільшення видобутку цинку у 2003 р, що пов'язується з пуском рудника і збагачувальної фабрики Скорпіон (Skorpion).
На руднику Комбат (Kombat) біля Цумеб (Tsumeb) виробляється 18 200 т мідного концентрату (15 600 т в 2000); видобуток руди становить приблизно 30 тис.т/місяць. Але родовища металічних руд в районі Цумеб майже повністю вироблені, що поставило в складне положення завод по виплавці міді і рафінуванню свинцю, який збанкрутував у 1998. Виробництво металів, за винятком золота, стає нерентабельним через низькі світові ціни. У країні є ряд невеликих гірничодобувних підприємств. Ведеться розвідка нових родовищ металічних руд.
Неметалічні корисні копалини. У Намібії видобувають флюорит, солі, мармур і граніт, напівдорогоцінні камені (аметист, агат, кварц і турмалін). На копальні Окорусу (Okorusu) видобуто у 2001 р 81 245 т концентрату CaF2. Продуцент флюориту в країні — компанія Okorusu Fluorspar, котрою володіє бельгійська Solvay. Планується збільшення виробництва концентрату до 100 тис.т/рік.